# Astronomia babiloniană
O mare parte din cunoștințele astronomice ale babilonienilor (urmașii sumerienilor) au fost moștenite de la akkadieni, care aveau date despre mișcările Soarelui, Lunii și planetelor. Babilonienii au realizat în 400 î.Ch. că mișcarea aparentă a Soarelui și a Lunii în jurul zodiilor nu au o viteză constantă. Ei cunoșteau poziția Lunii si a Soarelui pentru fiecare zi a lunii și puteau prezice Luna nouă. De asemenea, ei au calculat pozițiile planetelor.

## Calendarul Babilonian
Babilonienii ne-au lăsat moștenire un calendar luni-solar, bazat atât pe fazele lunii, cât și pe mișcarea anuală a Soarelui. Acesta avea 12 luni sinodice, la care se adaugă o lună (arakh makru) la diferite intervale de timp pentru a restabili concordanța dintre anul solar și lunar. Această lună/luni (denumite Adduru sau Elulu) nu era însa adăugată(e) la finalul celor doisprezece, ci probabil după anumite considerații astrologice.  Fiecare lună începea odată cu apariția Lunii noi având 28,29 sau 30 de zile, iar săptămâna era împărțită în 7 zile (șapte fiind considerată o cifră sacră) după cei 7 zei principali (Sin-Luna, Nergal-Marte, Nabu-Mercur, Marduk-Jupiter, Ishtar-Venus, Ninurta-Saturn, Sharmash-Soarele).
Calendarul era alcătuit folosind o perioadă de 8 ani (530 î.Ch.) și ulterior începând cu 380 î.Ch. 19 ani . Observând Luna și Soarele aceștia au observat și stelele pe lângă care trec, precum și faptul că aceste grupări de stele (constelații zodiacale) se schimbă de la o lună la alta și de la sezon la sezon. Importanța deosebită pe care o acordau aceștia constelațiilor reiese din inscripțiile făcute pe pietrele de hotar denumite kudduru.

## Cercul
De asemenea, ei au inventat cercul de 360 de grade (vechii celți și populația Groove Ware aveau cercul împărțit în 366 de grade). De la ei avem și zodiacul cu cele 12 constelații (600 î.Ch.- 200 d.Ch.). Acesta era împărțit într-o duzină de semne ce corespundeau constelațiilor și fiecare semn era împărțit într-o duzină de amnat (unitate de măsură a unghiurilor egală cu aproximativ 2,5 grade). Amnatul avea de asemenea 24 de ubani.

## Observații astronomice
Aceștia observau regulat planetele, de la ei rămânând tableta regelui Ammizaduga (circa 1581 î.Ch.) care cuprinde însemnări cu privire la apariția planetei Venus fie dimineața, fie seara. Legat de această planetă este una dintre marile descoperiri ale babilonienilor, și anume că Venus de dimineață era identică cu Venus de seară (vechii akkadieni nu știau acest fapt). 
De asemenea au calculat lungimea unui ciclu a lui Venus ajungând la o cifră de 587 zile (valoarea actuală e de 583,9 zile). Au avut printre altele și tentative de calcul al perioadelor sinodice (timpul scurs între două opoziții) și planetare (timpul scurs între două opoziții și în care planeta apare în aceeași constelație). Prin jurul anului 750 î.Ch. puteau prezice deja mișcările Soarelui, Lunii și planetelor.
De asemenea ei puteau prezice eclipsele de Lună și Soare, bazându-se doar pe predicțiile anterioare. În legătură cu acestea se presupune că au descoperit ciclul Saros (denumit astfel în timpul lui Galileo Galilei și Edmond Halley) de 18 ani, 11 zile si 8 ore. În timpul acestui ciclu au loc 41 de eclipse de Soare și 27 de Lună. 
Principalul scop al astronomiei mesopotamiene era acela de a înțelege și încerca să prezică diferite evenimente. În mintea oamenilor era puternic înrădăcinată ideea că toate lucrurile se întâmplă dintr-un motiv, și astfel preoții-astronomii conduceau viețile lor. Totul se petrecea după sfaturile lor.